# کالج موسیقی برکلی

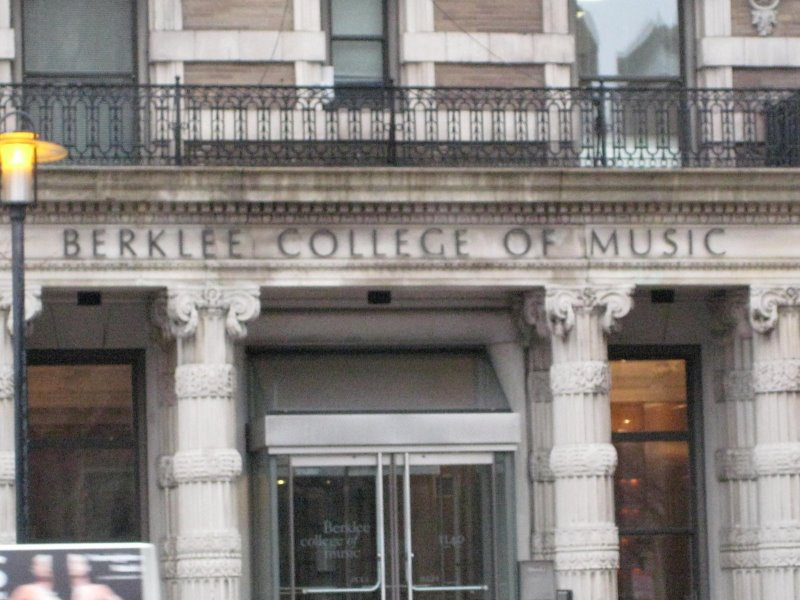

کالج موسیقی برکلی (به انگلیسی: Berklee College of Music) یک مدرسه عالی موسیقی در ایالات متحده آمریکا است.
این مؤسسه که در بوستون در ماساچوست قرار دارد، بزرگ‌ترین کالج موسیقی در زمینه موسیقی معاصر در جهان است. این مؤسسه، پیشرو در تحصیل در رشته‌های موسیقی جاز و موسیقی مدرن آمریکایی است. سال ۲۰۱۲ شعبه‌ای از کالج در شهر والنسیا در اسپانیا فعالیت خود را آغاز کرد.

## فارغ التحصیلان مشهور از این کالج
کالج موسیقی برکلی اساتید و فارغ التحصیلان مشهور زیادی دارد. شماری از فارغ التحصیلان مشهور از این کالج:
- جان آبرکرامبی (جاز گیتاریست)
- توشیکو آکیوشی (جاز پیانیست)
- آنجانی (خواننده و پیانیست)
- گری بورتون (نوازنده ویبرافون و برنده ۵ جایزه گرامی)
- رامین جوادی (آهنگساز موسیقی فیلم)
- آدام دوتکیویچ (گیتاریست)
- ملیسا آتریچ
- یان همر (آهنگساز و پیانیست)
- کوئینسی جونز (تهیه‌کننده و برنده ۲۶ جایزه گرامی)
- دایانا کرال (خواننده و جاز پیانیست)
- ناتالی مینز (خواننده)
- جان میر (خواننده و گیتاریست، برنده ۵ جایزه گرامی)
- جان میانگ (نوازنده گیتار باس)
- جان پتروچی (گیتاریست)
- مایک پورتنوی
- آلن سیلوستری (آهنگساز موسیقی فیلم)
- هاوارد شور (آهنگساز موسیقی فیلم)
- سوزان تدسکی (خواننده و گیتاریست)
- استیو وای (گیتاریست)
- گیوف زانلی (آهنگساز موسیقی فیلم)
- جو زاوینول (جاز پیانیست و آهنگساز)

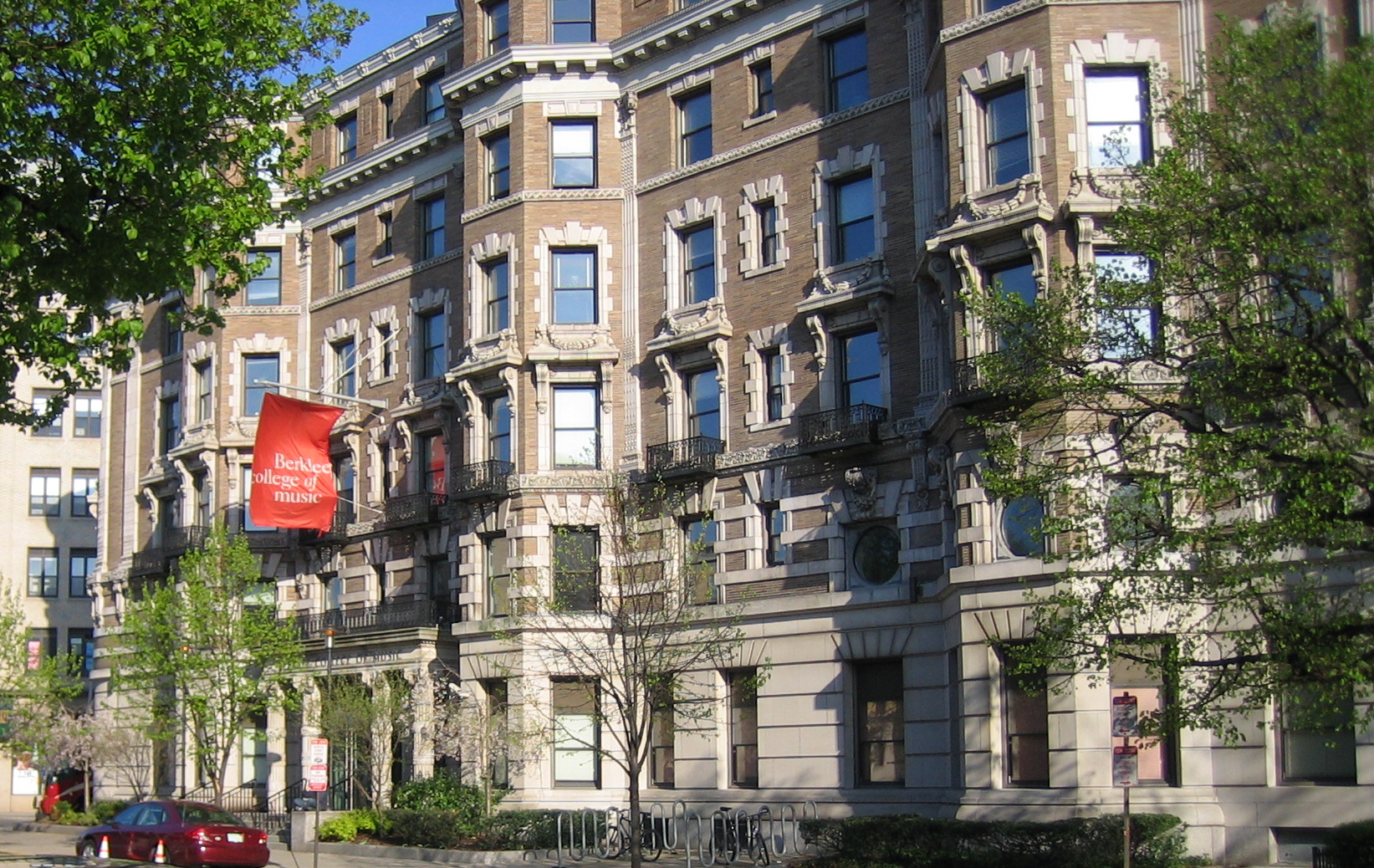
ساختمان کالج موسیقی برکلی در ماساچوست